# Sound Affaire
Sound Affaire ist ein deutsches Vokalensemble. Es wurde 2003 größtenteils aus Mitgliedern des Wolfratshauser Kinderchores gegründet. Die Formation besteht aus drei Frauen und drei Männern. Das Repertoire des Ensembles bildet ein breites Spektrum vokaler Musik von der Renaissance über Pop und Jazz bis zur klassischen Moderne. Das Ensemble löste sich 2008 auf.

## Diskographie
- 2005: Sound Affaire
- 2007: Klangfarben

## Auszeichnungen
- 2004: Erster Preis beim Bundeswettbewerb Jugend musiziert
- 2006: Silbernes Diplom des Internationalen A Cappella Wettbewerbes Vokal Total in Graz (Kategorie Pop/Jazz)
- 2007: Gewinner des Internationalen A Cappella Wettbewerbes Leipzig (Vorsitz der Jury: Simon Carrington)
- 2007: Erster Preis beim Tampere Vocal Music Festival, Finnland (Vorsitz der Jury: John Potter)